# 冯业
冯业（？—？），新會郡盆允縣人，祖籍長樂郡信都縣，出自長樂馮氏，為北燕皇族後裔，嶺南豪族馮氏奠基人。
北燕末任君主冯弘逃亡高句丽之时，派遣族人冯业带领三百人渡海至刘宋，因此留居新会，自冯业至其孙冯融，三代都做了太守和刺史，由此开启了岭南冯氏在岭南的渊源。其后代、孙冯宝与岭南当地俚人领袖冼夫人结为夫妻，使岭南冯氏成为世居当地的豪酋，至隋末唐初的冯盎时，冯氏势力已经非常强大，一度占据岭南（包括海南岛）大部，成为隋末唐初岭南最有实力的豪族。唐玄宗朝著名宦官、开府仪同三司兼内侍监上柱国齐国公赠扬州大都督高力士（原名：冯元一）是其后代。
关于冯业和冯弘的关系，史料记载不一，《新唐书》和《册府元龟》认为冯业是冯弘的儿子，《资治通鉴》认为冯业是冯弘的的族人，杜文玉则认为冯业是冯弘的堂侄，为冯和之子冯荣的孙子，冯万泥的儿子。

## 家族
- 长乐冯氏世系图